# Macrocallista nimbosa
Macrocallista nimbosa är en musselart som först beskrevs av John Lightfoot 1786.  Macrocallista nimbosa ingår i släktet Macrocallista och familjen venusmusslor. Inga underarter finns listade i Catalogue of Life.

Höger klaff
Vänster klaff

Fossilt exemplar från Pleistocen

Höger klaff
Vänster klaff